# Herby Nowe
Herby Nowe – węzeł kolejowy i stacja przeładunkowa na magistrali węglowej, z połączeniem do linii Częstochowa – Lubliniec. Stacja stanowi początek linii 181 (według Id12) Herby Nowe – Oleśnica (przez Wieluń, Kępno i Syców).

## Ruch pasażerski
| Rok  | Wymiana pasażerska na dobę |
| ---- | -------------------------- |
| 2017 | 10-19                      |
| 2022 | 10-19                      |

## Historia
Herby Nowe są osadą kolejową. Powstały w 1926 roku, kiedy budowano linię kolejową z Kalet do Podzamcza. Również w tym samym roku nowo powstała stacja zyskała połączenie ze stacją Herby Stare i tym samym z linią do Lublińca i Częstochowy. Ważną rolę stacja zaczęła odgrywać dopiero kilka lat później, w 1933 roku, kiedy to ukończono budowę I odcinka magistrali węglowej, z właśnie Herb Nowych do stacji Karsznice (dziś Zduńska Wola Karsznice). W 1972 roku wybudowano kolejną łącznicę do linii (według D29) 61 Kielce – Lubliniec, tym razem w kierunku wschodnim.
3 marca 2023, przy okazji przypadającego 1 marca jubileuszu 90-lecia Magistrali Węglowej, po ponad rocznej przerwie otwarto ponownie Izbę Tradycji Magistrali Węglowej im. Józefa Nowkuńskiego - kolekcję zbiorów związanych z inwestycją i późniejszym funkcjonowaniem tej linii. Twórcą powstałej w 1993 Sali Tradycji był zmarły w 2011 dawny zawiadowca stacji Herby Nowe (od 1991) Henryk Dąbrowski. Izba kiedyś znajdująca się w dawnym budynku dworca - obecnie przeniesiona do nowo powstałego budynku Lokalnego Centrum Sterowania.